# Demokratiets vogtere
Demokratiets vogtere (islandsk: Lýðræðisvaktin) er et islandsk politisk parti, der blev stiftet 16. februar 2013 af medlemmer af det i 2011 af Altinget nedsatte forfatningsråd. Partiet blev grundlagt med det primære formål at få forfatningsrådets grundlovsforslag vedtaget af Altinget.
Forfatningsrådet havde været præget af den udbredte mistillid til det politiske system i det islandske samfund efter den finansielle sektors kollaps i 2008 og den efterfølgende dybe krise. Deres grundlovsforslag var derfor særdeles vidtgående og indeholdt bl.a. bestemmelser om folkeafstemninger efter borgerinitiativ, nationalisering af naturressourcer og omdannelse af hele landet til en valgkreds for at gøre en ende på landdistrikternes over repræsentation. Disse forslag var kontroversielle, og folkene bag Demokratiets vogtere frygtede, at Altinget ikke ville godkende grundlovsforslaget, hvilket også viste sig at komme til at holde stik. 
Udover en mere demokratisk grundlov ønskede partiet at styrke reguleringen af landets finansielle institutioner og lægge forslaget om EU-medlemskab ud til bindende folkeafstemning.
Demokratiets vogtere fik tildelt partibogstavet L ved altingsvalget 2013, og indleverede en official kandidatliste 12. april 2013. De klarede ikke spærregrænsen på 5%, og opnåede med 2,46% af stemmerne lige nøjagtig ikke over grænsen for tildeling af offentlig partistøtte, der ligger på 2,5%. 
Andre partier, særlig Piratpartiet, overtog i de følgende år Demokratiets vogteres mærkesag om en ny og mere demokratisk grundlov, og partiet valgte ikke at opstille ved altingsvalgene i 2016 og 2017. 

## Valgresultater

### Altinget
| Valg | Stemmer | Samlet stemmetal i % | Vundne mandater | +/– | Position |
| ---- | ------- | -------------------- | --------------- | --- | -------- |
| 2013 | 4 658   | 2,46                 | 0 / 63          | 0   | 9nde     |

## Formand
Professor i økonomi ved Islands Universitet Þorvaldur Gylfason har været formand for partiet siden dets stiftelse.